# فردوسی ساحلی
فردوسی ساحلی (نام علمی: Erythrina caffra) نام یک گونه از سرده فردوسی است.